# Unsinkable Sam
Unsinkable Sam - Sam không thể chìm (còn được gọi là Oskar hoặc Oscar) là biệt danh của một con mèo được báo cáo là phục vụ trên các tàu chiến trong Thế chiến II cho cả Kriegsmarine và Hải quân Hoàng gia, sống sót sau khi chìm ba chiếc tàu.

## Lịch sử
Tên ban đầu của con mèo không rõ ràng. Cái tên "Oscar" được đưa ra bởi thủy thủ đoàn tàu khu trục HMS Cossack của Anh đã giải cứu nó từ biển sau vụ đắm tàu chiến Bismarck của Đức. "Oscar" được lấy từ Mã tín hiệu quốc tế cho chữ 'O', là mã của "Man Overboard" (cách đánh vần tiếng Đức, "Oskar", đôi khi được sử dụng từ khi nó trở thành một con mèo "Đức").

## Bismarck

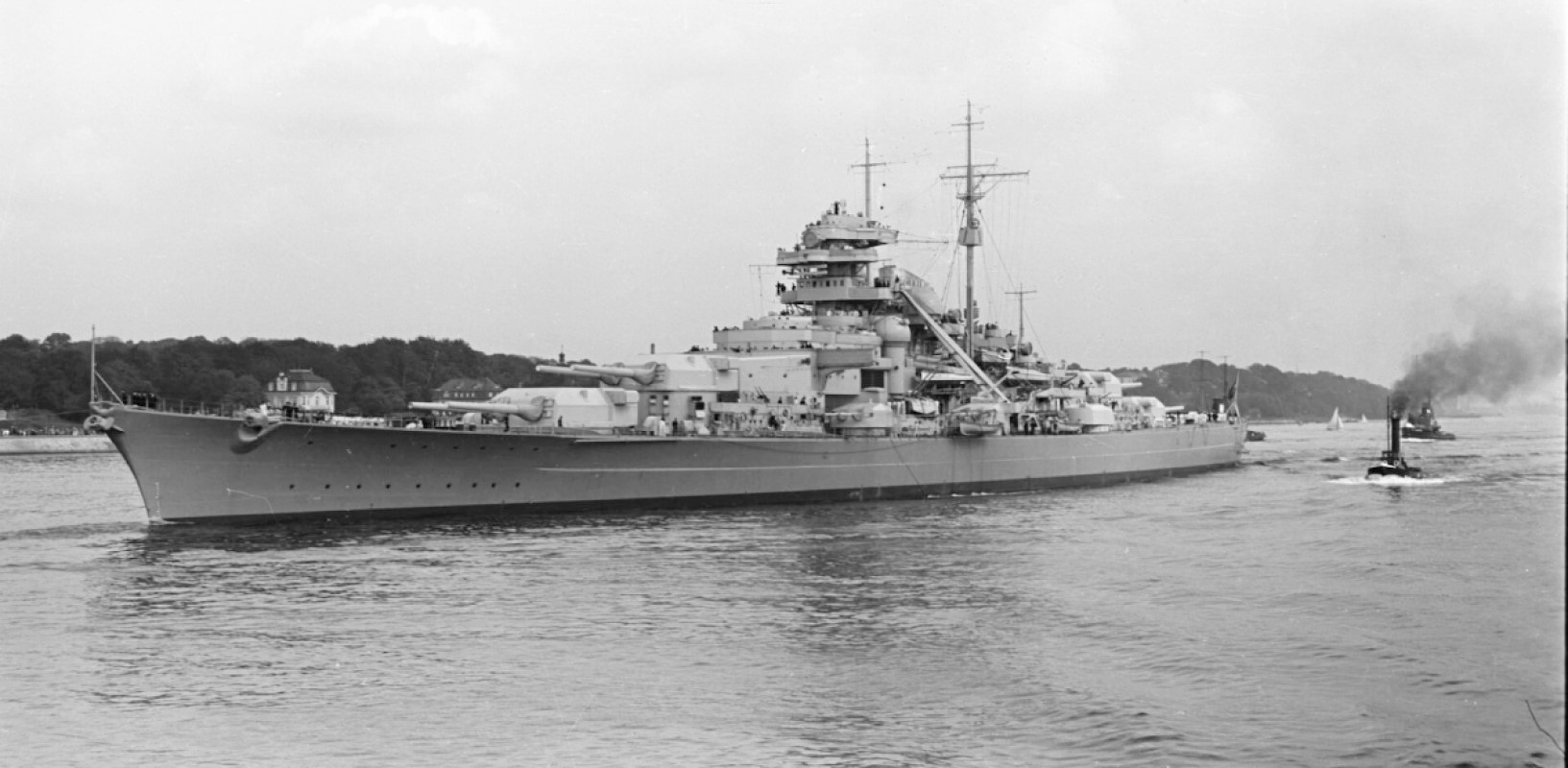
Bismarck

Con mèo nhị thể đen và trắng được cho là thuộc sở hữu của một thủy thủ đoàn vô danh của thiết giáp hạm Đức Bismarck và đang ở trên tàu vào ngày 18 tháng 5 năm 1941 trong Chiến dịch Rheinzigung (nhiệm vụ duy nhất của Đức cho tàu Bismarck). Bismarck bị đánh chìm sau trận chiến biển dữ dội vào ngày 27 tháng 5, trong đó chỉ có 115 người trong phi hành đoàn gồm hơn 2.100 người sống sót. Vài giờ sau, Oscar được tìm thấy trôi nổi trên một tấm ván và được tàu khu trục HMS Cossack của Anh nhặt lên khỏi mặt nước.:142 Vì không biết tên của nó là gì khi còn phục vụ trên tàu Bismarck, phi hành đoàn của Cossack đã đặt tên cho linh vật mới của họ là "Oscar".:142

## HMS Cossack

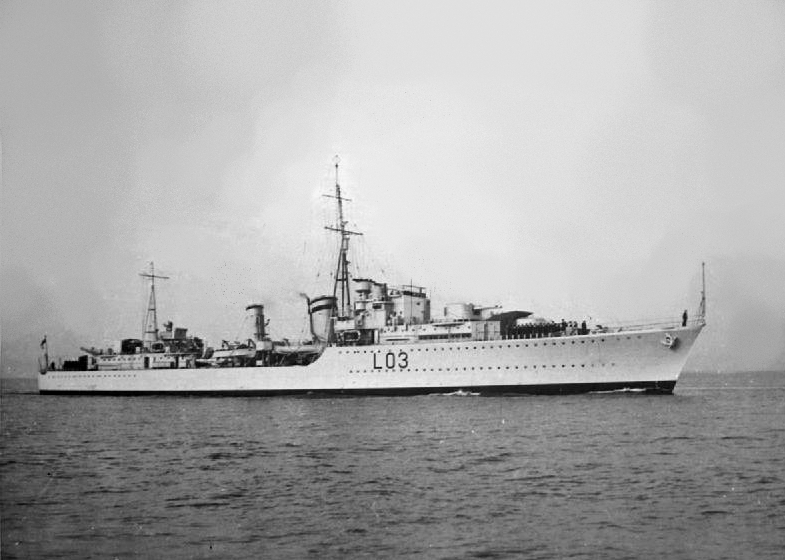
HMS Cossack

Con mèo phục vụ trên tàu Cossack trong vài tháng tới khi con tàu thực hiện nhiệm vụ hộ tống đoàn tàu ở biển Địa Trung Hải và bắc Đại Tây Dương. Vào ngày 24 tháng 10 năm 1941, Cossack đang hộ tống một đoàn tàu từ Gibraltar đến Vương quốc Anh khi con tàu này bị hư hại nặng nề bởi một ngư lôi do tàu ngầm Đức U-563 bắn.:170 Phi hành đoàn đã được chuyển đến tàu khu trục HMS Legion được thực hiện để kéo Cossack trở lại Gibraltar. Tuy nhiên, điều kiện thời tiết xấu đi có nghĩa là nhiệm vụ trở nên bất khả thi và phải từ bỏ. Vào ngày 27 tháng 10, Cossack chìm xuống phía tây Gibraltar. Vụ nổ ban đầu đã thổi bay một phần ba phần phía trước của con tàu, giết chết 159 thủy thủ đoàn, nhưng Oscar cũng sống sót sau đó và được đưa đến cơ sở bờ biển ở Gibraltar.:170

## HMS Ark Royal

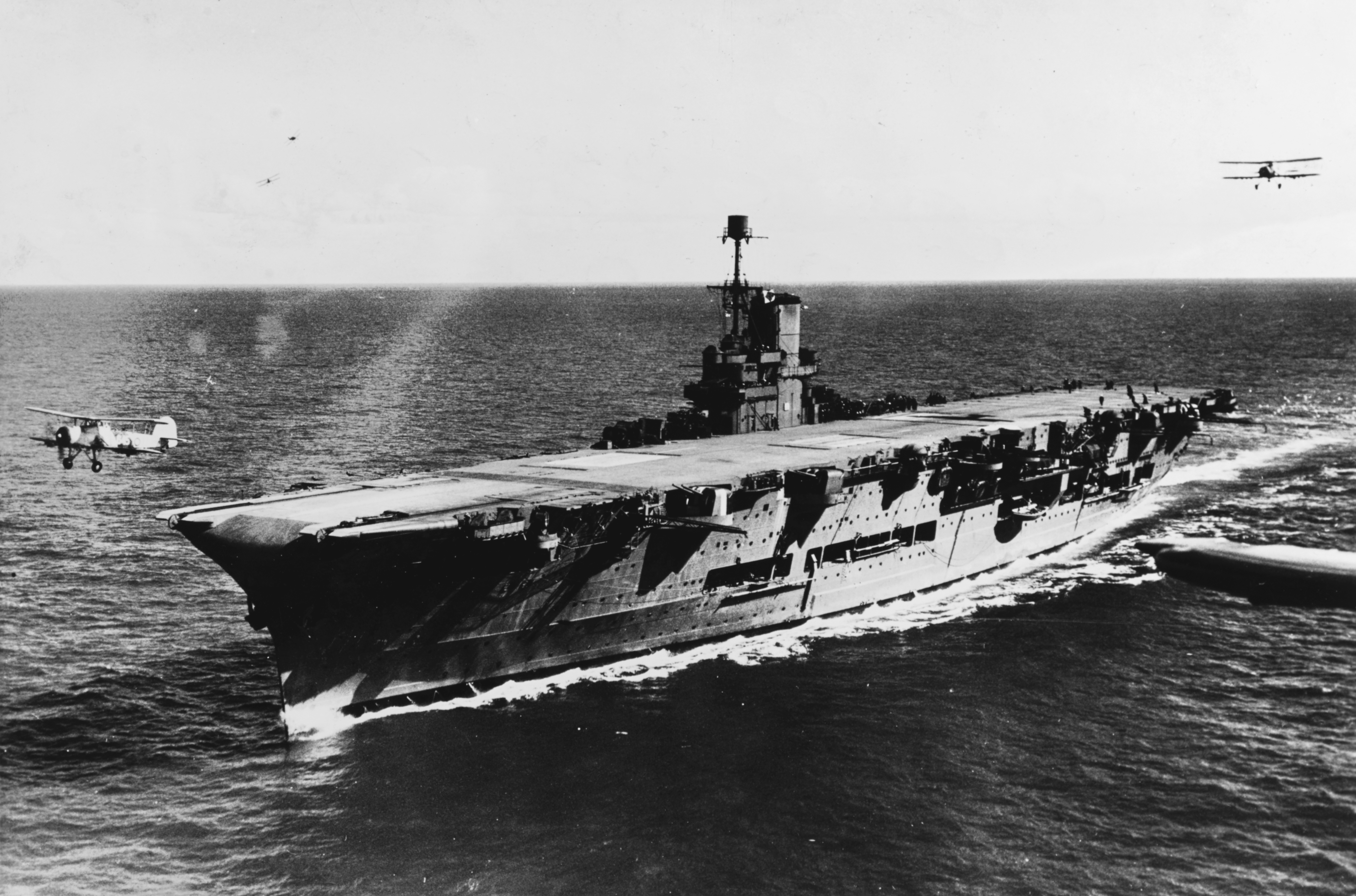
HMS Ark Royal

Bây giờ con mèo có biệt danh mới - "Sam không thể chìm được" (Unsinkable Sam)và nó sớm được chuyển cho tàu sân bay HMS Ark Royal. Tuy nhiên, Sam không tìm thấy thêm may mắn ở đó và khi trở về từ Malta vào ngày 14 tháng 11 năm 1941, con tàu này cũng bị trúng ngư lôi, lần này được phóng bởi tàu ngầm U-81 của Đức. Những nỗ lực cũng được thực hiện để kéo Ark Royal đến Gibraltar, nhưng dòng nước mạnh đã khiến nhiệm vụ trở nên vô ích. Con tàu chìm một cách chậm rãi nên hầu hết thủy thủ đoàn có thể được cứu. Những người sống sót, bao gồm Sam, đã được tìm thấy bám vào tấm ván nổi bằng một động cơ phóng và được mô tả là "tức giận nhưng khá không hề hấn gì", đã được chuyển đến HMS Lightning và cùng một HMS Legion đã giải cứu phi hành đoàn của Cossack.
Tàu Ark Royal chìm đã chứng minh sự kết thúc của sự nghiệp trên tàu của Sam. Đầu tiên nó được chuyển đến văn phòng của Thống đốc Gibraltar và sau đó được gửi trở lại Vương quốc Anh, nơi nó sống trong nhà của một thủy thủ ở Belfast được gọi là "Nhà cho các thủy thủ".:173 Sau khi nó qua đời, một bức chân dung màu pastel của Sam được hoàn thành (tựa đề là Oscar, Bismarck's Cat) của nghệ sĩ Georgina Shaw-Baker thuộc sở hữu của Bảo tàng Hàng hải Quốc gia ở Greenwich.

## Sự tồn tại
Một số nhà chức trách đặt câu hỏi liệu tiểu sử của Oskar / Sam có thể là một "câu chuyện trên biển" hay không, bởi vì - ví dụ - có hình ảnh của hai con mèo khác nhau được xác định là Oskar / Sam. Vụ chìm Bismarck và giải cứu một số lượng hạn chế những người sống sót đã diễn ra trong điều kiện tuyệt vọng; Các tàu của Anh được lệnh không dừng lại vì được cho là có một chiếc U-boat trong khu vực và nhiều người sống sót đã chết vì bị phơi nhiễm. Một cách rõ ràng, không có đề cập đến sự cố này trong các ghi chép chi tiết về vụ chìm tàu của Ludovic Kennedy, cho thấy thông tin sau đó lượm lặt được từ các thủy thủ liên quan đến con mèo này thực sự đáng ngờ.